# Oryzomys curasoae
Oryzomys curasoae (Орізоміс Кюрасао) — вид гризунів з родини Хом'якові (Cricetidae). 
Цей вид може бути конспецифічний (належати) з видом Oryzomys gorgasi. Таксон відомий тільки по останкам і, ймовірно, вимер з приходом європейців кілька сотень років тому. Однак через невизначеність відносно таксономії цього таксона, він поміщений зі статусом «брак даних», а не як вимерлий.

## Проживання
Ендемік Кюрасао. 

## Загрози та охорона
Останки Rattus rattus були знайдені разом з О. curasoae отже, введений чорний щур, можливо, зіграв роль в загибелі О. curasoae.
| Панда | Це незавершена стаття з теріології. Ви можете допомогти проєкту, виправивши або дописавши її. |